# Delina anthrax
Delina anthrax är en tvåvingeart som först beskrevs av Ignaz Rudolph Schiner 1862.  Delina anthrax ingår i släktet Delina och familjen kolvflugor. Inga underarter finns listade i Catalogue of Life.